# Mistrzostwa Świata U-19 w Rugby Union Mężczyzn 1988
Mistrzostwa Świata U-19 w Rugby Union Mężczyzn 1988 – dwudzieste mistrzostwa świata U-19 w rugby union mężczyzn zorganizowane przez FIRA, które odbyły się w Makarskiej w dniach od 28 marca do 3 kwietnia 1988 roku.

## Klasyfikacja końcowa

### Grupa A
| Miejsce | Reprezentacja   |
| ------- | --------------- |
| 1       | Francja U-19    |
| 2       | ZSRR U-19       |
| 3       | Włochy U-19     |
| 4       | Rumunia U-19    |
| 5       | Portugalia U-19 |
| 6       | Belgia U-19     |
| 7       | Hiszpania U-19  |
| 8       | RFN U-19        |

### Grupa B
| Miejsce | Reprezentacja        |
| ------- | -------------------- |
| 1       | Chińskie Tajpej U-19 |
| 2       | Tunezja U-19         |
| 3       | Polska U-19          |
| 4       | Holandia U-19        |
| 5       | Jugosławia U-19      |
| 6       | Szwajcaria U-19      |
| 7       | Andora U-19          |
| 8       | Dalmacja             |